# Duesaigües
Duesaigües è un comune spagnolo di 201 abitanti situato nella comunità autonoma della Catalogna.